# 愛ふたたび (1971年の映画)
『愛ふたたび』（あいふたたび）は、1971年5月15日に公開された市川崑監督の日本映画である。併映は『「されどわれらが日々」より・別れの詩』。日比谷みゆき座ロードショー100本記念作品。
第21回ベルリン国際映画祭コンペティション部門で上映され、1971年ベルリン国際映画祭金熊賞にノミネートされた。
市川崑はこの作品が前作より6年ぶりの監督作品であり、脚本は詩人の谷川俊太郎が、撮影を前年『日本一のヤクザ男』にも参加した長谷川清が担当した。

## 製作
東和の創業者だった川喜多長政が発案したとされ、当時、日本で人気があったフランス人俳優のルノー・ヴェルレーを主役にした日本映画として企画された。配給する東宝の専務取締役だった藤本真澄を通じて、藤本と旧知の仲だった市川崑が監督に起用されたが、当時、市川は劇映画の監督を休止状態で、「撮ってくれや」と藤本から頼まれ、「まあ、ボツボツやりましょうか」という気持ちで引き受けたという。映画のストーリーは完全オリジナルで作られることとなり、東和側は「来日したフランス人青年が誰かを愛をして別れる話」というシンプルなメロドラマの流れを要望したが、嘗て「メロドラマの名手」と評され、そのイメージの脱却に苦労した市川はテンプレを嫌い、東京オリンピックや高校野球の記録映画で脚本に関わった谷川俊太郎に脚本を依頼し、ヴェルレーの相手役には、以前に監督した『太平洋ひとりぼっち』で印象的な役回りを演じた浅丘ルリ子を起用するといった変化球の人選を行った。話の流れも「恋に落ちる男女」ではなく、「互いに別れようと苦労する男女」というものに変更されたが、これは嘗て市川が大映に在籍していた頃に企画されながらも実現しなかった日仏合作映画『涙なきフランス人』の影響があったという。
映画は、ほぼ全編がロケーション撮影で、セット撮影はスキー場のホテルの室内程度でしか用いられないかった。スキーの空撮はスキー映画の専門家が撮影し、また、ヴェルレーも浅丘もスキーが全くできなかったため、代役が担当した。これらの撮影は、ヴェルレーの契約上、まず日本国内で行われてからフランスで行われた。ところが、フランスで撮影したフィルムを、現地の現像所で編集とアフレコの作業をしていた際、それを視聴した無関係のフランス人の脚本家が盗作を主張し、通報を受けたフランスの警察がネガフィルムを全て押収するというトラブルが発生した。現地で指揮を執っていた市川は、製作スタッフをフランスに残して帰国し、残されたポジフィルムで編集作業を続行するが、このトラブルは裁判沙汰にまで発展して長引き、市川側の勝訴として結審するも、映画の公開が遅れてしまう要因となってしまった。

## あらすじ
金沢の古い薬屋の娘みや（浅丘ルリ子）は大学を出て薬剤師の資格を取得している。みやはフランス留学を望み、家業を営む父（宮口精二）の意向により、同じ金沢出身でインターンである医者の卵と結婚し家を継ぐという条件でパリへ留学させて貰えることになった。
みやはパリでフランス語学校へ通ううちに、レーザー技師だったニコ（ルノー・ヴェルレー）と知り合い愛を育みつつ1年半をパリで過ごした。しかし日本で母が病気になり、みやへの送金が打ち切られたため、みやはニコと別れ日本へ帰国する。このとき、ちょっとした言葉の行き違いから二人はさよならの一言すら交わすことができず別れた。
それから数か月後、東京で開かれるレーザー・セミナーへ参加するためにニコが来日してくる。日本語が全く話せないニコは悪戦苦闘しながら金沢へ赴き、みやの実家を探し当てた。みやとニコは数か月ぶりの逢瀬を金沢の古風なレストランで温めたが、ニコは東京での行動予定、宿泊ホテルの名前や連絡先を記したメモを同行した知人のトランクへ預けたままであることに気づく。
迷子となったニコと共にみやもまた東京へ同行し、ホテルを探すこととなるが夜になっても発見に至らず、二人はみやが東京に在住していた頃の友人マリア（グラシエラ・ロペス・コロンブレス）の家へ泊めて貰うことになった。翌朝の朝刊にニコの参加する予定のセミナーが開かれるホテルが記載されていたことでようやく宿泊ホテルが判明し、その晩に二人はフランスでの別れの晩餐をやり直す。
ニコはみやが日本に婚約者がいることや結婚を急いでいることを知って疑心暗鬼になり問い質すが、みやも父の意向に従って結婚話を進めることを迷っておりそのことをニコに上手く説明できないまま、二人は別れた。
ニコとみやはその後、マリアやマリアのボーイフレンドであるキーちゃん（石立鉄男）を交えてスキー場で再会し、ニコとみやは長い話し合いの末に結ばれたが、翌朝、ニコはみやの姿がないことに気づいた。
ニコはまず金沢にあるみやの実家へ向かったが発見できず、そこでみやの妹、百代（桃井かおり）からみやの婚約者の家を教えられ東京へ向かうが、そこにもみやは居なかった。仕方なくホテルに戻ると、上司のシャルボニエ（トーマス・ロス）からみやがホテルに訪れたこと、またみやがニコの将来を心配し愚行に走らないよう上司に念を押すことを頼まれたと聞かされた。
やがてセミナーは終わり、ニコがパリへ帰国する日になる。別れのとき、ニコは羽田空港で帰国便に乗機せず、見送りに来ていたみやの元へ駆け戻り、二人は手を結んだ。

## スタッフ
- 製作 - 藤本真澄、安武龍
- 監督 - 市川崑
- 脚本 - 谷川俊太郎
- 撮影 - 長谷川清
- 照明 - 新井盛
- 美術 - 村木忍
- 録音 - 指田漸
- 編集 - 武田うめ
- 音楽 - 馬飼野俊一
- テーマ音楽 - 浜口庫之助
- オーケストラ - ルミエールブルー
- 主題歌<愛ふたたび>・挿入歌<走れニコ>
  - 作詞 - 谷川俊太郎
  - 訳詞 - 朝吹由紀子
  - 作曲 - 浜口庫之助
  - 編曲 - 馬飼野俊一
  - 唄 - 鹿島とも子（東宝レコード）
- 挿入歌<ふたりはまたふたり>
  - 作詞 - 谷川俊太郎
  - 作曲・編曲 - 馬飼野俊一
  - 唄 - 鹿島とも子（東宝レコード）、岡田ポール
- 挿入歌<ガラスの向うに>
  - 作詞 - 谷川俊太郎
  - 作曲・編曲 - 馬飼野俊一
  - 唄 - 岡田ポール
- 挿入歌<愛の未来>
  - 作詞 - 和田夏十
  - 作曲・編曲 - 馬飼野俊一
  - 唄 - 鹿島とも子（東宝レコード）
- スキー撮影 - 東京福原フィルムス
- フランス語監修 - 朝吹由紀子、ジャンヌ・コビ
- 日本語監修 - 山崎剛太郎
- 協力 - KLMオランダ航空
- 記録 - 土屋テル子
- 助監督 - 久松正明
- 製作担当 - 江口英彦
- スチール - 橋山直己
- 現像 - 東洋現像所
- カメラ＆レンズ - PANAVISION

## キャスト
- ルノー・ヴェルレー - ニコ[1]
- 浅丘ルリ子 - みや[1]
- 石立鉄男 - キーちゃん[1]
- グラシエラ・ロペス・コロンブレス(Graciela López Colombres) - マリア[1]
- 宮口精二 - みやの父[1]
- 桃井かおり - みやの妹、百代[1]
- トーマス・ロス(Thomas Ross) - シャルボニエ[1]
- 由起艶子 - みやの母[1]